# Onkaparinga-River-Nationalpark
Der Onkaparinga-River-Nationalpark (englisch Onkaparinga River National Park) liegt im australischen Bundesstaat South Australia, etwa 35 km südlich des Stadtzentrums von Adelaide. Er umfasst 1.554 Hektar.

## Allgemeines
Der Onkaparinga River fließt in einem steilwandigen Tal in den Nationalpark hinein und passiert ihn in einer beeindruckenden Schlucht mit bis zu 50 m hohen Steilwänden und aus Felsen gebildeten Wasserbecken. Nachdem er anschließend den westlich gelegenen Onkaparinga River Recreation Park durchflossen hat, mündet er ins Meer.
Seit jeher hat dieses Gebiet für die Angehörigen des Aborigines-Stammes der Kaurna eine tiefe kulturelle und religiöse Bedeutung.

## Natur
Unter den vorkommenden Pflanzenarten dominieren verschiedene Eukalyptus-Arten. Außerdem kommen Kasuarinen und Goldakazien vor. Unter anderem wurden 27 verschiedene Orchideenarten gezählt.
Im Winter und Frühjahr wird das Buschland des Nationalparkes von farbenprächtigen Wildblumen geziert.

## Tourismus
Im Park gibt es verschiedene Wanderwege mit unterschiedlicher Länge und Schwierigkeit, die einzelne Teile des Parkes erschließen. Rastplätze sind ebenfalls vorhanden. Außerdem ist die Möglichkeit gegeben, den Fluss mit dem Boot zu befahren und zu fischen.